# 明治商事
明治商事株式会社（めいじしょうじ）は、かつて存在した日本の企業。

## 沿革
- 1920年11月17日 - 株式会社明治商店設立。
- 1942年6月 - 明治商事株式会社に商号変更。
- 1949年5月16日 - 株式上場。
- 1971年 - 砂糖部門を分離し、株式会社明商（現・株式会社明治フードマテリア）を設立。
- 1972年
  - 2月 - 乳製品部門を明治乳業（現・明治）に移譲。
  - 3月1日 - 砂糖部門を明商（現・明治フードマテリア）に移譲。
  - 3月25日 - 上場廃止。
  - 4月1日 - 明治製菓（現・Meiji Seika ファルマ）に合併。

| スタブアイコン | サブスタブ | この項目は、まだ閲覧者の調べものの参照としては役立たない、企業に関連した書きかけの項目です。この項目を加筆・訂正などしてくださる協力者を求めています（PJ:経済）。 |